# Commission phytosanitaire pour l'Asie et le Pacifique
La Commission phytosanitaire pour l'Asie et le Pacifique, ou APPPC (sigle pour Asia and Pacific Plant Protection Commission) est une organisation intergouvernementale responsable de la coopération concernant la santé des plantes dans la région Asie-Pacifique.
Cette organisation a été créée en application de l' « Accord sur la protection des végétaux pour l'Asie et le Pacifique » (précédemment « Accord sur la protection des végétaux pour la région Asie du Sud-Est et Pacifique »), approuvé lors de la 23e session du Conseil de la FAO en novembre 1955 et entré en vigueur le 2 juillet 1956. 
Elle s'inscrit dans le cadre de la Convention internationale pour la protection des végétaux (CIPV) et a pour objectif de renforcer l'intégration phytosanitaire régionale et de développer, dans ce domaine, des actions d'intérêt commun pour les pays membres. Elle regroupe 25 membres, couvrant une grande partie de l'Asie du Sud-Est et de l'Australasie.
Ses objectifs sont de protéger les plantes cultivées, de développer des stratégies internationales contre l'introduction et la diffusion des parasites dangereux, et de favoriser des méthodes de contrôle sûres et efficaces. 
L'APPPC participe également aux discussions globales sur la santé des plantes au niveau international organisées par la FAO.
L' « Accord sur la protection des végétaux pour l'Asie et le Pacifique », amendé par le conseil de la FAO lors de sa 49e séance en novembre 1967, prévoit explicitement en son article VI des mesures destinées à empêcher l'introduction dans la région de la flétrissure sud-américaine des feuilles de l'hévéa. Cette maladie cryptogamique causée par un champignon phytopathogène (Dothidella ulei), endémique des régions tropicales d'Amérique, constitue une menace grave pour les plantations d'hévéas de la région Asie-pacifique. Ces mesures sont énumérées à l'annexe II de l'Accord.  

## Pays membres de l'APPPC
La Commission phytosanitaire pour l'Asie et le Pacifique compte actuellement vingt-cinq pays membres :
| Australie Bangladesh Cambodge Chine Corée du Nord Corée du Sud Fidji France Inde | Indonésie Laos Malaisie Myanmar Népal Nouvelle-Zélande Pakistan Papouasie-Nouvelle-Guinée Philippines | Samoa Îles Salomon Sri Lanka Thaïlande Timor oriental Tonga Viêt Nam |